# Kari Väänänen
Kari Kyösti Väänänen (* 17. September 1953 in Ivalo) ist ein finnischer Schauspieler.

## Leben
Kari Väänänen debütierte 1979 in einer kleinen Nebenrolle in der Fernsehserie Vonkalat. Seitdem war er als Schauspieler in über 120 nationalen und internationalen Film- und Fernsehproduktionen vor der Kamera zu sehen. Mit den beiden internationalen bekannten finnischen Regisseuren Mika und Aki Kaurismäki verbindet ihn eine über mehrere Jahrzehnte hinausgehende Zusammenarbeit, die Filme wie Hamlet goes Business, Das Leben der Bohème und Grump umfasst. Für seine Darstellung des Jon in dem gleichnamigen Drama Jon von 1983 wurde er als bester Hauptdarsteller mit einem Jussi ausgezeichnet. Zwei weitere Nominierungen folgten für seine Hauptrolle in Die Rückkehr in die Provinz und als bester Nebendarsteller für sein Spiel in Juoksuhaudantie. 1993 spielte er in der Serie Hobitit.
Als Schauspiellehrer war er von 1992 bis 1998 an der Theaterakademie Helsinki beschäftigt.
Mit der Schauspielerin Sanna Fransman war Väänänen in den 1980er Jahren verheiratet. Sie haben einen gemeinsamen Sohn. In zweiter Ehe war er mit der Schauspielerin Susanna Roine verheiratet. Mit ihr hat er Zwillingstöchter. In dritter Ehe ist er aktuell mit der Maskenbildnerin Terhi Väänänen verheiratet. Sie haben einen gemeinsamen Sohn.

## Filmografie
- 1979: Vonkalat (Fernsehserie, eine Folge)
- 1981: Der Durchbruch (Läpimurto)
- 1981: Im Zeichen der Bestie (Pedon merkki)
- 1983: Jon
- 1983: Mich laust der Affe (Apinan vuosi)
- 1984: Der Clan – Die Geschichte der Frösche (Klaani: Tarina Sammakoitten suvusta)
- 1985: Calamari Union
- 1985: Der Unbekannte Soldat (Tuntematon sotilas)
- 1985: Reise in die Finsternis (Rosso)
- 1986: Die Schneekönigin (Lumikuningatar)
- 1987: Hamlet goes Business (Hamlet Liikemaailmassa)
- 1987: Helsinki-Napoli – All Night Long (Helsinki Napoli All Night Long)
- 1989: Leningrad Cowboys Go America
- 1990: Hölle am Amazonas (Amazon)
- 1991: Night on Earth
- 1991: Zombie und die Geisterbahn (Zombie ja Kummitusjuna)
- 1992: Das Leben der Bohème (Boheemielämää)
- 1993: Der Höllenflug (Ripa ruostuu)
- 1993: Die letzte Grenze (The last border – viimeisellä rajalla)
- 1994: Die Leningrad Cowboys treffen Moses (Leningrad Cowboys Meet Moses)
- 1996: Wolken ziehen vorüber (Kauas pilvet karkaava)
- 1998: Zugvögel … Einmal nach Inari
- 1999: Ambush 1941 – Spähtrupp in die Hölle (Rukajärven tie)
- 1999: Spy Games – Agenten der Nacht (History Is Made at Night)
- 2000: Bad Luck Love
- 2000: Die Rückkehr in die Provinz (Lakeuden kutsu)
- 2000: Highway Society
- 2004: Honey Baby
- 2004: Juoksuhaudantie
- 2004: Taxi nach Lappland (Capone)
- 2005: Star Wreck: In the Pirkinning
- 2007: Wunder einer Winternacht – Die Weihnachtsgeschichte (Joulutarina)
- 2013: Arnes Nachlass
- 2015: Vilja und die Räuber (Me Rosvolat)
- 2017: Kiwi Christmas
- 2019: Master Cheng in Pohjanjoki (Mestari Cheng)
- 2022: Grump (Mielensäpahoittaja Eskorttia etsimässä)
- 2024: Neuigkeiten aus Lappland (Ohjus)